# Flotila

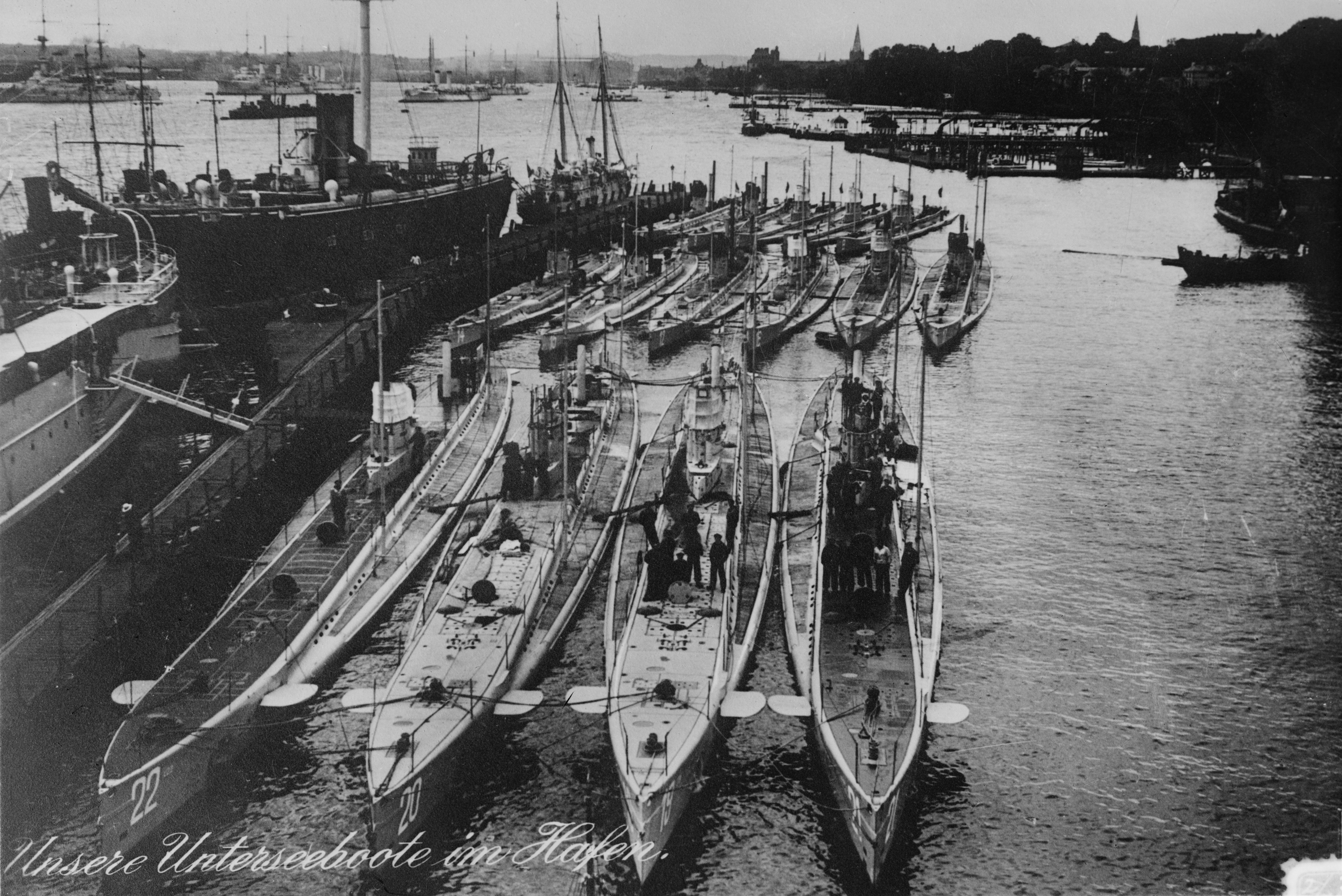
Flotila ponorek v přístavu.

Flotila je španělská zdrobnělina slova flota – malá flota. V současnosti výraz označuje taktickou jednotku válečného loďstva, sdružující většinou lodě stejné kategorie menší než torpédoborec. Jedná se tak o skupinu torpédoborců, ponorek či jiných malých válečných lodí. Flotila je také skupina válečných lodí pod vedením kapitána.
Výraz flotila je někdy nesprávně používán i pro označení větších námořních svazků, pro které se používá výraz loďstvo nebo flota.

## Jiné použití
Francouzské námořní letectvo jako flottille označuje i leteckou peruť.
Švédské letectvo označuje jako „Flygflottilj“ (leteckou flotilu) jednotku odpovídající křídlu.
Izraelské vojenské námořnictvo jako 13. flotilu (Šajetet 13) označuje svou elitní speciální jednotku.
Jako „dunajská flotila“ se za První republiky označovala skupina vojenských lodí 6. ženijního pluku, určená k obraně bratislavského předmostí.
Flotila může označovat i skupinu jiných dopravních prostředků – aut, kosmických lodí apod., které mají něco společného – patří jednomu státu, dopravci, podniku apod.